# توماس فلمنج ويلسون
توماس فلمنج ويلسون (بالإنجليزية: Thomas Fleming Wilson)‏ هو سياسي بريطاني (وحمل سابقاً جنسية المملكة المتحدة لبريطانيا العظمى وأيرلندا)، ولد في 2 يونيو 1862، وتوفي في 2 أبريل 1929. في الانتخابات العمومية البريطانية في يناير 1910 ‏، انتخب عضو برلمان المملكة المتحدة الـ29 عن دائرة North East Lanarkshire (UK Parliament constituency) ‏ (15 يناير 1910 – 28 نوفمبر 1910) وفي الانتخابات العمومية البريطانية في ديسمبر 1910 ‏، انتخب عضو برلمان المملكة المتحدة الـ30 عن دائرة North East Lanarkshire (UK Parliament constituency) ‏ (3 ديسمبر 1910 – 20 فبراير 1911).